# Crassula caudiculata
Crassula caudiculata är en fetbladsväxtart som beskrevs av Nélida María Bacigalupo och Rossow. Crassula caudiculata ingår i släktet krassulor, och familjen fetbladsväxter. Inga underarter finns listade i Catalogue of Life.